# Истребитель (роман)
«Истребитель» — исторический роман Дмитрия Быкова о советских лётчиках, полярниках и инженерах. Основные события романа разворачиваются в 1930-х годах.

## Персонажи
Ниже перечислены персонажи и их возможные прототипы. В предисловии автор пишет: «Гриневицкий далеко не тождественен Леваневскому, Донников — Бронникову».
- Лев Бровман, журналист «Известий» — Бронтман, Лазарь Константинович
- Маруся, жена Аркадия, 29 лет
- Аркадий, писатель — Гайдар, Аркадий Петрович
- Василий Потанин, лётчик
- Люба Лондон, парашютистка-рекордсменка — Любовь Берлин[1]
- Порфирьев, командир стратостата «СССР-3» — Прокофьев, Георгий Алексеевич
- Мефистофель (Меф) — Берия, Лаврентий Павлович[источник не указан 385 дней]
- Антонов, авиаконструктор — Туполев, Андрей Николаевич
- Кондратьев, инженер — Кондратюк, Юрий Васильевич
- Царёв, конструктор — Королёв, Сергей Павлович
- Карпов, авиаконструктор — Поликарпов, Николай Николаевич
- Анатолий Петров, лётчик — Серов, Анатолий Константинович
- Полина Степанова, штурман, любимая женщина Петрова — Осипенко, Полина Денисовна и Раскова, Марина Михайловна
- Таня Пороховникова, жена Петрова — Серова, Валентина Васильевна
- Драматург — Симонов, Константин Михайлович
- Маргарита Степанян, писательница — Шагинян, Мариэтта Сергеевна
- Гриневицкий, лётчик-рекордсмен — Леваневский, Сигизмунд Александрович
- Василий Волчак, лётчик-рекордсмен — Чкалов, Валерий Павлович
- Владимир Канделаки (Кандель), лётчик-рекордсмен — Коккинаки, Владимир Константинович
- Дубаков, лётчик — Байдуков, Георгий Филиппович
- Чернышев, лётчик — Беляков, Александр Васильевич
- Аля, переводчица — Эфрон, Ариадна Сергеевна
- Кригер, радист — Кренкель, Эрнст Теодорович
- Ладыгин, капитан «Седова» — Бадигин, Константин Сергеевич
- Артемьев, патологоанатом — Владимир Афанасьев-Дунаев, судебный медик[2]
- Марина Анигулова, жена Артемьева
- Фомин, следователь по делу Артемьева
- Сталин, Иосиф Виссарионович
- Вышинский, Андрей Януарьевич
- Pедактор — Аджубей, Алексей Иванович
- Тесть редактора — Хрущёв, Никита Сергеевич

## Сюжет
Дмитрий Быков писал, что роман «мое последнее обращение к советской истории. По крайней мере, я так думаю, потому что в нем, кажется, объяснил себе ее феномен. Это роман про летчиков — „сталинских соколов“, про полярный дрейф и штурм стратосферы, про нескольких гениев и одного короля‑репортера, про женщину, которая обречена раз за разом возвращаться к своему убийце…».

## Критика
«Истребитель» Дмитрия Быкова — последняя книга «И-трилогии» писателя, до этого создавшего романы «Иск» и «Июнь», и самая удачная из них. В ней пойман дух эпохи модерна 1930-х годов, когда не только СССР, но и зарубежные страны были охвачены поистине фаустианской тягой к невозможному, к преодолению любых материальных и духовных границ, пусть даже ценой сделки с Мефистофелем <…> несмотря на перенасыщенность событиями, книга написана увлекательно и выглядит безусловной удачей. Кроме того, в ней чувствуется удивительная легкость.
— Артём Роганов («Горький»)

На материале советского проекта автор обращается к «предельным» идеям, которые я рискнула бы обобщить словами Поиск Предназначения. <…> Сталинские соколы романа — творяне, лебеди с алыми крылами.<…>Высота и жертвенность стремлений и страстей — это, как я понимаю, еще и наглядный урок нам сегодняшним, нашим приземленным дням, когда мы только и можем, что вырабатывать в себе навыки той самой «нормальной жизни», которой ничего не нужно кроме «жрачки» и «корыта». Роман «Истребитель» — это моральная критика современности.
— Елена Иваницкая («Новая Газета»)